# Grzybówka białawoostrzowa
Grzybówka białawoostrzowa (Mycena pseudopicta (J.E. Lange) Kühner) – gatunek grzybów z rodziny grzybówkowatych (Mycenaceae).

## Systematyka i nazewnictwo
Pozycja w klasyfikacji według Index Fungorum: Mycena, Mycenaceae, Agaricales, Agaricomycetidae, Agaricomycetes, Agaricomycotina, Basidiomycota, Fungi.
Takson ten opisał w 1930 r. Jakob Emanuel Lange nadając mu nazwę Omphalia pseudopicta. Obecną, uznaną przez Index Fungorum nazwę nadał mu Robert Kühner w 1938 r.
Polską nazwę zaproponował Władysław Wojewoda w 2003 r.

## Morfologia
Kapelusz
Średnica 5–15 mm, początkowo półkulisty, potem płasko wypukły, u starszych okazów wklęsły lub z szerokim garbkiem. Brzeg nieco karbowany, niebruzdkowany lub mało bruzdkowany, prześwitująco prążkowany. Powierzchnia początkowo delikatnie oprószona, gładka, w stanie wilgotnym nieco śliska, ciemna sepiobrązowa do szarobrązowej.
Blaszki
W liczbie 12–20 dochodzących do trzonu, wypukłe lub łukowate, szeroko przyrośnięte i dość głęboko zbiegające, szare. Ostrza białawe.
Trzon
Wysokość 15–40 mm, grubość 0,5–1,5 mm, prosty, twardy, pusty w środku. Powierzchnia gładka, oprószona, w większej części błyszcząca, w stanie wilgotnym lekko kleista, u góry szara, u dołu jasnobrązowa. Podstawa często lekko bulwiasta i pokryta długimi, grubymi, białawymi włókienkami.
Miąższ
Bez zapachu, lub o lekko rzodkiewkowym zapachu. Smak nieco gorzki, nie mączny.
Cechy mikroskopowe
Podstawki 25–35 × 8–9 µm, maczugowate, 2-zarodnikowe ze sterygmami o długości do 8 µm. Zarodniki 10,6–14 × 5–7,2 µm, Q = 1,8–2,5, Qav ~ 2,1, pipetowate do prawie cylindrycznych, gładkie, amyloidalne. Cheilocystydy 21–32 × 5–12 µm,maczugowate lub nieregularne, pokryte nielicznymi lub dość licznymi, nierównomiernie rozmieszczonymi naroślami, często bardzo grubymi, od prostych do rozgałęzionych, proste lub zagięte, 2–15 × 1–4 µm. Pleurocystyd brak. Trama blaszek dekstrynoidalna. Strzępki włosków kapelusza o szerokości 2–4,5 µm, gładkie lub skąpo pokryte prostymi lub zakrzywionymi, cylindrycznymi wypukłościami 1–7 x 1–2 µm. Komórki końcowe o szerokości 2,5 × 7 µm, cylindryczne do maczugowatych, z tendencją do żelatynizacji. Brak sprzążek.

## Występowanie i siedlisko
Znane jest występowanie grzybówki białoostrzowej w niektórych krajach Europy oraz w Maroku. Władysław Wojewoda w zestawieniu grzybów wielkoowocnikowych Polski w 2003 r. przytacza tylko jedno stanowisko podane przez Falińskiego w Białowieskim Parku Narodowym w 1997 r. Bardziej aktualne stanowiska podaje internetowy atlas grzybów.
Grzyb saprotroficzny. Występuje w lasach liściastych, zwłaszcza dębowych.

## Gatunki podobne
Grzybówkę białawoostrzową można mikroskopowo odróżnić od większości innych gatunków po 2-zarodnikowych podstawkach i braku sprzążek. Grzybówka popielata (Mycena cinerella) również  może mieć 2-zarodnikowe podstawki i również cechuje się brakiem sprzążek, ale można ją rozróżnić po silnie mącznym zapachu po uszkodzeniu miąższu. Ponadto cheilocystydy M. cinerella są inaczej zdobione, zwykle z krótszymi i cieńszymi naroślami niż u M. pseudopicta.
Rzadki gatunek Mycena agrestis jest nieco podobny z łukowatymi, odbiegającymi od siebie blaszkami i może występować w podobnych siedliskach. Ma jednak kapelusz pokryty dającą się oddzielić galaretowatą błonką, dużo większą liczbę blaszek dochodzących do trzonu i blaszkowatą krawędź, którą można rozdzielić w postaci galaretowatej nitki. Poza tym podstawki ma 4-zarodnikowe, zarodniki są mniejsze, włoskowate, galaretowate, a sprzążki są obecne w strzępkach we wszystkich częściach grzyba.